# Idéogramme
Un idéogramme est un symbole graphique représentant un mot ou une idée, utilisé dans certaines écritures actuelles (caractères chinois, kanji japonais), anciennes (hiéroglyphes égyptiens, écriture maya, écriture aztèque) ou construites (langue bliss, LoCoS). Le terme de logogramme est aussi utilisé par les francophones[réf. nécessaire].
Ils se distinguent des pictogrammes, qui représentent une chose concrète par un dessin, et des phonogrammes, qui représentent un son.

## Sinogrammes
Contrairement à une idée reçue, tous les sinogrammes ne sont pas des idéogrammes, loin de là : les idéogrammes ne représentent qu'une petite partie des sinogrammes, la plus grande catégorie étant représentée par les idéophonogrammes, sorte de rébus comprenant une indication phonétique et une indication sémantique.
Par exemple, dans le mot suivant signifiant la Chine, soit zhōng guó :
le premier sinogramme (中, zhōng) est un idéogramme symbolisant le milieu (cf. l'Empire du Milieu) tandis que le second (國, guó, « pays ») est un idéophonogramme composé d'un radical phonétique, 或, huò (pour la finale -uo), et un indice visuel sur le sens, 囗, wéi (pour l'idée d'enclos, de zone limitée dans l'espace).
Les sinogrammes ont inspiré directement le bliss, une langue construite exclusivement idéographique (son créateur Charles K. Bliss ayant vécu en Chine pendant la Seconde Guerre mondiale).

## Hiéroglyphes
Les hiéroglyphes égyptiens ont quasiment tous une origine pictographique, et certains sont des idéogrammes. Toutefois, la majorité des caractères sont phonétiques ou symboliques. Avec les simplifications des hiéroglyphes linéaires, et surtout le passage à l'écriture hiératique, les caractères perdent définitivement leur valeur figurative.
| m | S · a | A12 |

| m | S · a | A12 |